# Dimitris Limnios
Dimitris Limnios (Grieks: Δημήτρης Λημνιός) (Volos, 27 mei 1998) is een Grieks voetballer die doorgaans speelt als vleugelspeler. In januari 2024 verruilde hij 1. FC Köln voor Panathinaikos. Limnios maakte in 2018 zijn debuut in het Grieks voetbalelftal.

## Clubcarrière
Limnios speelde in de jeugd van Niki Volos en kwam hierna terecht in de opleiding van Atromitos. Zijn debuut maakte hij op 25 oktober 2014, toen met 1–1 gelijkgespeeld werd tegen Ergotelis. Op 4 december 2016 tekende Limnios voor zijn eerste officiële doelpunt, toen hij op bezoek bij Larissa in de blessuretijd van de eerste helft de score opende. Mattheos Maroukakis maakte twee minuten na rust gelijk, maar door een treffer van Anthony Le Tallec won Atromitos alsnog: 1–2. In de zomer van 2017 maakte de vleugelspeler de overstap naar PAOK Saloniki, waar hij zijn handtekening zette onder een verbintenis voor de duur van vier seizoenen. In zijn eerste seizoen wist hij met PAOK de beker te winnen. Het jaar erop werd die prijs nogmaals gewonnen, maar het lukte de club uit Thessaloniki ook om de landstitel te winnen. 
Limnios verkaste medio 2020 voor circa 3,3 miljoen euro naar 1. FC Köln, waar hij voor vier jaar tekende. In de zomer van 2021 werd Limnios voor het aankomende seizoen verhuurd aan FC Twente, dat tevens een optie tot koop verkreeg voor de Griek. Na een seizoen in Nederland waarin Limnios in drieëndertig competitiewedstrijden acht doelpunten maakte, wilde Twente hem voor een tweede seizoen huren. Bij een interlandwedstrijd van Griekenland tegen Cyprus op 9 juni 2022 liep Limnios echter een kruisbandblessure op, waardoor hij langdurig uitgeschakeld was en er een streep ging door de langere verhuurperiode. Na zijn herstel kwam hij weinig aan spelen toe bij FC Köln en in januari 2024 verkaste Limnios naar Panathinaikos waar hij een contract tekende tot medio 2027. In de zomer van 2025 kwam Limnios voor de tweede maal tijdelijk naar Nederland; Fortuna Sittard nam de Griek op huurbasis over.

## Clubstatistieken
| Seizoen | Club              | Competitie   | Competitie | Competitie | Beker | Beker | Internationaal | Internationaal | Totaal | Totaal |
| Seizoen | Club              | Competitie   | Wed.       | Dlp.       | Wed.  | Dlp.  | Wed.           | Dlp.           | Wed.   | Dlp.   |
| ------- | ----------------- | ------------ | ---------- | ---------- | ----- | ----- | -------------- | -------------- | ------ | ------ |
| 2014/15 | Atromitos         | Super League | 1          | 0          | 1     | 0     | —              | —              | 2      | 0      |
| 2015/16 | Atromitos         | Super League | 8          | 0          | 5     | 0     | 1              | 0              | 14     | 0      |
| 2016/17 | Atromitos         | Super League | 25         | 1          | 7     | 0     | —              | —              | 32     | 1      |
| 2017/18 | PAOK Saloniki     | Super League | 21         | 0          | 9     | 1     | 1              | 0              | 31     | 1      |
| 2018/19 | PAOK Saloniki     | Super League | 20         | 1          | 7     | 1     | 10             | 1              | 37     | 3      |
| 2019/20 | PAOK Saloniki     | Super League | 35         | 4          | 5     | 1     | 3              | 1              | 43     | 6      |
| 2020/21 | 1. FC Köln        | Bundesliga   | 12         | 0          | 1     | 0     | 1              | 0              | 14     | 0      |
| 2021/22 | → FC Twente       | Eredivisie   | 33         | 8          | 3     | 0     | —              | —              | 36     | 8      |
| 2022/23 | 1. FC Köln        | Bundesliga   | 2          | 0          | 0     | 0     | 0              | 0              | 2      | 0      |
| 2023/24 | 1. FC Köln        | Bundesliga   | 0          | 0          | 0     | 0     | —              | —              | 0      | 0      |
| 2023/24 | Panathinaikos     | Super League | 12         | 0          | 1     | 1     | —              | —              | 13     | 1      |
| 2024/25 | Panathinaikos     | Super League | 11         | 0          | 2     | 0     | 4              | 0              | 17     | 0      |
| 2025/26 | → Fortuna Sittard | Eredivisie   | 0          | 0          | 0     | 0     | —              | —              | 36     | 8      |
| Totaal  | Totaal            | Totaal       | 180        | 14         | 41    | 4     | 20             | 2              | 241    | 20     |

Bijgewerkt op 22 juli 2025.

## Interlandcarrière
Limnios maakte op 15 mei 2018 zijn debuut in het Grieks voetbalelftal, toen met 2–0 verloren werd van Saoedi-Arabië door doelpunten van Salem Al-Dawsari en Mohamed Kanno. Limnios mocht van bondscoach Michael Skibbe als basisspeler aan het duel beginnen en werd in de rust gewisseld ten faveure van Vasilis Lambropoulos. De andere debutanten dit duel waren Dimitris Giannoulis, Spyros Risvanis (beiden Atromitos), Dimitris Nikolaou, Thanasis Androutsos (beiden Olympiakos), Mihalis Manias (Asteras Tripolis), Lambropoulos en Konstantinos Galanopoulos (beiden AEK Athene). Limnios maakte op 15 november 2019 zijn eerste interlanddoelpunt. Hij zorgde toen voor de enige goal van de wedstrijd in een EK-kwalificatiewedstrijd in en tegen Armenië.
| Interlands van Dimitris Limnios voor Griekenland | Interlands van Dimitris Limnios voor Griekenland | Interlands van Dimitris Limnios voor Griekenland | Interlands van Dimitris Limnios voor Griekenland | Interlands van Dimitris Limnios voor Griekenland | Interlands van Dimitris Limnios voor Griekenland | Interlands van Dimitris Limnios voor Griekenland |
| №                                                | Datum                                            | Wedstrijd                                        | Uitslag                                          | Competitie                                       | Goals                                            |                                                  |
| Als speler bij PAOK Saloniki                     | Als speler bij PAOK Saloniki                     | Als speler bij PAOK Saloniki                     | Als speler bij PAOK Saloniki                     | Als speler bij PAOK Saloniki                     | Als speler bij PAOK Saloniki                     | Als speler bij PAOK Saloniki                     |
| ------------------------------------------------ | ------------------------------------------------ | ------------------------------------------------ | ------------------------------------------------ | ------------------------------------------------ | ------------------------------------------------ | ------------------------------------------------ |
| 1                                                | 15 mei 2018                                      | Saoedi-Arabië – Griekenland                      | 2 – 0                                            | Vriendschappelijk                                |                                                  |                                                  |
| 2                                                | 12 oktober 2019                                  | Italië – Griekenland                             | 2 – 0                                            | EK 2020 kwalificatie                             |                                                  |                                                  |
| 3                                                | 15 oktober 2019                                  | Griekenland – Bosnië en Herzegovina              | 2 – 1                                            | EK 2020 kwalificatie                             |                                                  |                                                  |
| 4                                                | 15 november 2019                                 | Armenië – Griekenland                            | 0 – 1                                            | EK 2020 kwalificatie                             | 35'                                              |                                                  |
| 5                                                | 18 november 2019                                 | Griekenland – Finland                            | 2 – 1                                            | EK 2020 kwalificatie                             |                                                  |                                                  |
| 6                                                | 3 september 2020                                 | Slovenië – Griekenland                           | 0 – 0                                            | Nations League 2020/21                           |                                                  |                                                  |
| 7                                                | 6 september 2020                                 | Kosovo – Griekenland                             | 1 – 2                                            | Nations League 2020/21                           | 2'                                               |                                                  |
| Als speler bij 1. FC Köln                        |                                                  |                                                  |                                                  |                                                  |                                                  |                                                  |
| 8                                                | 7 oktober 2020                                   | Oostenrijk – Griekenland                         | 2 – 1                                            | Vriendschappelijk                                |                                                  |                                                  |
| 9                                                | 11 oktober 2020                                  | Griekenland – Moldavië                           | 2 – 0                                            | Nations League 2020/21                           |                                                  |                                                  |
| 10                                               | 14 oktober 2020                                  | Griekenland – Kosovo                             | 0 – 0                                            | Nations League 2020/21                           |                                                  |                                                  |
| 11                                               | 11 november 2020                                 | Griekenland – Cyprus                             | 2 – 1                                            | Vriendschappelijk                                |                                                  |                                                  |
| 12                                               | 15 november 2020                                 | Moldavië – Griekenland                           | 0 – 2                                            | Nations League 2020/21                           |                                                  |                                                  |
| 13                                               | 18 november 2020                                 | Griekenland – Slovenië                           | 0 – 0                                            | Nations League 2020/21                           |                                                  |                                                  |
| 14                                               | 25 maart 2021                                    | Spanje – Griekenland                             | 1 – 1                                            | WK 2022 kwalificatie                             |                                                  |                                                  |
| 15                                               | 28 maart 2021                                    | Griekenland – Honduras                           | 2 – 1                                            | Vriendschappelijk                                |                                                  |                                                  |
| 16                                               | 31 maart 2021                                    | Griekenland – Georgië                            | 1 – 1                                            | WK 2022 kwalificatie                             |                                                  |                                                  |
| Als speler bij FC Twente                         |                                                  |                                                  |                                                  |                                                  |                                                  |                                                  |
| 17                                               | 12 oktober 2021                                  | Zweden – Griekenland                             | 2 – 0                                            | WK 2022 kwalificatie                             |                                                  |                                                  |
| 18                                               | 11 november 2021                                 | Griekenland – Spanje                             | 0 – 1                                            | WK 2022 kwalificatie                             |                                                  |                                                  |
| 19                                               | 14 november 2021                                 | Griekenland – Kosovo                             | 1 – 1                                            | WK 2022 kwalificatie                             |                                                  |                                                  |
| 20                                               | 25 maart 2022                                    | Roemenië – Griekenland                           | 0 – 1                                            | Vriendschappelijk                                |                                                  |                                                  |
| 21                                               | 2 juni 2022                                      | Noord-Ierland – Griekenland                      | 0 – 1                                            | Nations League 2022/23                           |                                                  |                                                  |
| 22                                               | 5 juni 2022                                      | Kosovo – Griekenland                             | 0 – 1                                            | Nations League 2022/23                           |                                                  |                                                  |
| 23                                               | 9 juni 2022                                      | Griekenland – Cyprus                             | 3 – 0                                            | Nations League 2022/23                           | 49'                                              |                                                  |
| Als speler bij 1. FC Köln                        |                                                  |                                                  |                                                  |                                                  |                                                  |                                                  |
| 24                                               | 27 maart 2023                                    | Griekenland – Litouwen                           | 0 – 0                                            | Vriendschappelijk                                |                                                  |                                                  |
| Als speler bij Panathinaikos                     |                                                  |                                                  |                                                  |                                                  |                                                  |                                                  |
| 25                                               | 11 juni 2024                                     | Malta – Griekenland                              | 0 – 2                                            | Vriendschappelijk                                |                                                  |                                                  |

Bijgewerkt op 22 juli 2025.

## Erelijst
| Competitie      |               |                  |               |               |
| Competitie      | Aantal        | Jaren            |               |               |
| PAOK Saloniki   | PAOK Saloniki | PAOK Saloniki    | PAOK Saloniki | PAOK Saloniki |
| --------------- | ------------- | ---------------- | ------------- | ------------- |
| Super League    | 1             | 2018/19          |               |               |
| Kupello Ellados | 2             | 2017/18, 2018/19 |               |               |
| Panathinaikos   |               |                  |               |               |
| Kupello Ellados | 1             | 2023/24          |               |               |